# Święta (dopływ Wilii)
Święta (lit. Šventoji) – rzeka na Litwie, prawy dopływ Wilii. Uchodzi do niej w Janowie. Długość Świętej wynosi 246 km i jest to najdłuższa rzeka płynąca w całości po terytorium Litwy. Powierzchnia zlewni wynosi 6,9 tys. km².
Uspławiona około roku 1787 przez Kossakowskiego, wojewodę witebskiego.
W Kowarsku (Kavarskas) znajduje się zapora na Świętej.
Największe miasta nad Świętą to Onikszty i Wiłkomierz.

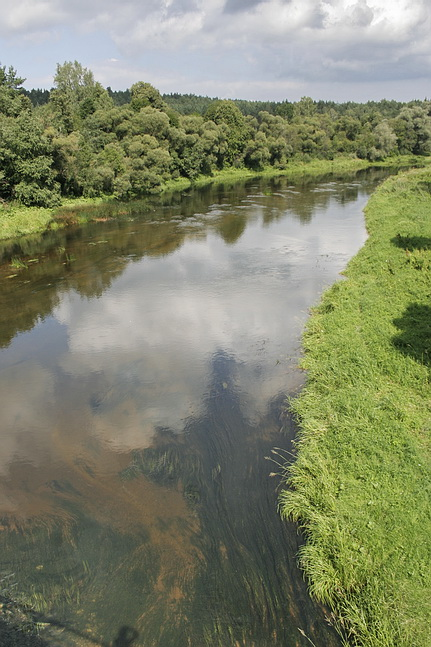
Święta niedaleko Wieprzy